# ジョルジェ・ミハイロヴィッチ
ジョルジェ・ミハイロヴィッチ（Djordje Mihailovic、1998年11月10日 - ）は、アメリカ合衆国・フロリダ州ジャクソンビル出身のサッカー選手。メジャーリーグサッカー・コロラド・ラピッズ所属。アメリカ合衆国代表。ポジションはMF。

## クラブ経歴
2017年1月27日にシカゴ・ファイアーFCとホームグロウンプレーヤーとして契約した。ミハイロヴィッチはクラブ史上9人目のホームグロウンプレーヤーとなり、1997年のクラブ創設後に生まれた最初の選手となった。2017年3月11日、ホームのレアル・ソルトレイク戦でマイケル・デ・レーウとの交代で93分からピッチに立ちMLSデビューを果たした。2017年9月27日、サンノゼ・アースクエイクス戦でMLS初ゴールを決め、4-1の勝利に貢献した。
2017年12月25日、ニューヨーク・レッドブルズとのMLSカップ・プレーオフで前十字靭帯断裂の重傷を負い、全治6-8ヶ月と診断された。
2020年12月17日、CFモントリオールに加入する事が発表された。
2022年8月24日、2023年からAZアルクマールに加入することが発表された。
2024年1月8日、コロラド・ラピッズに移籍した。

## 代表歴
フロリダ州ブレイデントンのU-17レジデンシー・プログラムで過ごし、U-19年代では2016年7月28日にスペインのバレンシアで開催された2016 COTIFトーナメントでのモーリタニア戦、9月5日にセルビアのトポラで開催されたスティーバン・ヴィロティック・セレ・トーナメントでのハンガリー戦で合計3ゴールを決めた。
2019年1月27日のパナマ代表戦でフルデビューを果たし、さらに初ゴールも決めた。2019 CONCACAFゴールドカップではグループステージの2試合に出場した。

## 人物
父親はセルビア人で母親はマケドニア人。